# Остров огня
«Остров огня» (кит. 火燒島; англ. Island Of Fire, также англ. Prisoner, дословный перевод на русский язык — «Заключённый») — фильм в жанре боевика режиссёра Чжу Яньпина.
Постеры к фильму рекламировали его, как фильм в главной роли с Джеки Чаном, который, на самом деле, исполнил второстепенную роль (в главной роли снялся Тони Люн Ка-Фай). Это было сделано в рекламных целях, чтобы фильм имел больший успех (планировалось, что имя Чана на афише привлечёт широкую аудиторию).

## Сюжет
Полицейский Энди (Тони Люн Ка Фай), приехав из Тайбэя, становится свидетелем убийства судьи — отца его девушки Салли. Найденные улики показывают, что убийца - тюремный заключённый по имени Карл Чанг, член триады Зинг. Информация по делу убийцы дает неожиданный результат: Чанг неделей раньше был расстрелян в тюрьме взводом солдат за попытку бунта. Поскольку найденные улики не только не помогли делу, но ещё больше его запутали, Энди решает сесть в тюрьму по сфабрикованному делу, чтобы, завоевав доверие заключенных, найти убийцу.
В это время на воле тоже происходят различные события: на девушку бильярдиста-любителя Стивена Пака (Джеки Чан) нападают уличные гангстеры, и она получает тяжёлое ранение. Стивену необходимо в течение суток получить деньги на операцию, иначе его девушка умрёт. Стивен, ставя на кон все имеющиеся деньги, выигрывает у людей Босса Ли (главаря гонконгской банды) партию в биллиард, но бандиты решают, что им проще убить победителя, чем заплатить ему сумму выигрыша. В ходе завязавшейся потасовки убит брат Босса Ли, и Стивен Тонг попадает за это преступление в ту же тюрьму, где уже сидит Энди. Энди спрашивает своего сокамерника Чарли (То Цзунхуа) о том, кто такой Стивен, и получает следующий ответ: "Этот парень убил брата Босса Ли. Его дни сочтены". Дело Стивена явно с душком: он не виноват, поскольку действовал в рамках закона о самозащите. Однако Чарли прав в своей оценке ситуации: Босс Ли уже договорился с некоторыми заключёнными, чтобы они убили Стивена. Однако заключенные не добиваются успеха: Стивен является отличным бойцом, и незадачливые убийцы попадают в больницу и  карцер.
Из карцера выходит авторитет тюрьмы Лукас (Джимми Ван Юй). Лукаса приветствует вся тюрьма. Энди, попав к нему на "прием", узнает, что Карл Чанг был действительно расстрелян взводом солдат. По крайней мере, заключенные считают именно так. Это видно из слов Лукаса: "Ты крепче, чем я думал. Но не такой крепкий, как Карл Чанг. А он умер. Ты всё понял?" 
Позже, когда в карцер попал уже Энди, тюрьма лишается Лукаса, виновного в попытке побега. С Лукасом хотел убежать один из узников по имени Джон (Саммо Хун). Лукас при побеге был застрелен на месте, а Джон убил офицера охраны, за что его приговаривают к расстрелу.
Тем временем в тюрьму добровольно попадает сам Босс Ли, желающий убить Стивена и отмстить за брата. Охрана, устроившая в тюрьме своеобразный тотализатор, не только не препятствует схватке, но и всячески подзуживает бойцов. Стивен выходит из тяжелого боя победителем и легко может убить Ли, но вместо этого бросается на охрану, которая жестоко избивает его. Старший офицер охраны хочет застрелить Стивена, однако Энди, следивший за поединком из запертой камеры, угрожает доносом в полицию. Раненый Стивен остается в живых, но Энди теперь обречен: всем ясно, что офицер постарается убить ключевого свидетеля.
В тюрьме происходит празднование Нового Года. В ходе торжества погибает Чарли, сокамерник Энди: его убила бомба, соединенная с выключателем света в камере. В этом преступлении виновен один из заключённых, которого старший офицер заставил подложить бомбу. Заключенный, уже схваченный охранниками, открыто обвиняет офицера, утверждая, что тот хотел устранить Энди, а Чарли погиб по ошибке. Эти слова приводят Энди в ярость, и он набрасывается на старшего офицера, начиная, таким образом, тюремный бунт. Старший офицер пытается застрелить Энди, но попадает в того самого заключённого, который сам бросился на пистолет. Энди, завладев пистолетом, в упор расстреливает офицера-убийцу. Начальник тюрьмы приговаривает Энди, виновного в бунте и убийстве охранника, к расстрелу взводом солдат. Полицейские начальники Энди, знающие правду о его задании, не успевают вмешаться, и казнь проходит в должное время. Вместе с Энди казнят Джона, Стивена и Босса Ли.
Позже оказывается, что казнь была инсценирована, равно как и последующие похороны. Энди, оказавшийся для всего остального мира умершим, попадает в руки начальника тюрьмы. И только тогда все становится понятным: начальник тюрьмы с помощью нескольких преданных ему охранников, среди которых был тот самый старший офицер, время от времени сознательно провоцировал заключенных на бунт, чтобы потом приговорить их к расстрелу и инсценировать казнь. В качестве жертв всегда выбирались лучшие бойцы и стрелки. После "казни" начальник предлагал заключенным сделку: они устраняют одного из его врагов, а потом получают свободу и новые документы. Именно по этой схеме был убит судья в начале фильма. 
В этот раз начальник использует сразу четверых "расстрелянных" - Энди, Джона, Стивена и Босса Ли. Им приказано убить полковника Сонга, наркокороля, который купил себе оправдательный приговор, но не заплатил по счету. Герои фильма, не имея возможности спорить, подчиняются и убивают Сонга, несмотря на все усилия его охраны. После этого они, по плану начальника тюрьмы, должны погибнуть, подорвавшись в заминированной машине. Взрыв должен уничтожить все доказательства их участия в преступлении. Но план не срабатывает: Энди в последний момент вспоминает, что убийца судьи погиб от заложенной в машину бомбы, и предупреждает товарищей. Четверо заключенных пытаются захватить самолет и сбежать на нем. Однако власти массово подтягивают к месту событий дополнительные вооружённые силы. Захвативший самолет Энди пытается взять товарищей на борт, но это ему не удается: на летном поле завязывается перестрелка. Джона убивают в спину, Стивена ранят. Босс Ли, забыв о ненависти, из последних сил тащит на себе раненого Стивена и погибает вместе с ним, не добежав до самолета. Энди, потрясённый гибелью друзей, взлетает, спасая свою жизнь.
По возвращении он затаивается в доме начальника тюрьмы, и, дождавшись возвращения хозяина, хочет сам разобраться с ним. Но в дом неожиданно врывается полиция, и Энди останавливает его друг Джерри: если Энди убьет начальника, он станет точно таким же преступником. Начальник тюрьмы арестован и отдан под суд, а Энди возвращается к своей девушке, которая поначалу поверила, что Энди был расстрелян за бунт и убийство.

## В ролях
| Актёр           | Роль                   |
| --------------- | ---------------------- |
| Энди Лау        | Стальной Шар / босс Ли |
| Джеки Чан       | Да Чуй / Стив          |
| Саммо Хун       | Лю Шицзе / Джон        |
| Тони Люн Ка-фай | Ван Вэй / Энди         |
| Джимми Ван Юй   | Гуй / Лукас            |
| Кэ Цзюньсюн     | суперинтендант тюрьмы  |
| То Цзунхуа      | Чу / Чарли             |
| Ян Сюн          | друг Линя              |
| Джек Као        | Линь                   |
| Чён Куокчхю     | Шэн                    |
| Ип Чхюньчань    | Я Фан                  |
| Сюй Чэнъи       | брат Стального Шара    |
| Ду Фупин        | охранник тюрьмы        |

## Факты
- Это один из семи фильмов, в которых персонаж Джеки Чана погибает (другие — Кулак возмездия (1973), Рука смерти (1976), Новый кулак ярости (1976), Миф (2005), Инцидент Синдзюку (2009) и Большой солдат (2010)).